# Elassoneuria
Elassoneuria is een geslacht van haften (Ephemeroptera) uit de familie Oligoneuriidae.

## Soorten
Het geslacht Elassoneuria omvat de volgende soorten:
- Elassoneuria candida
- Elassoneuria disneyi
- Elassoneuria grandis
- Elassoneuria kidahi
- Elassoneuria trimeniana